# Паскал Акерман
Паскал Акерман (њем. Pascal Ackermann; 17. јануар 1994) њемачки је професионални бициклиста који тренутно вози за UCI ворлд тур тим — Израел—премијер тех. Два пута је освојио Гран при де Фурми, Класик де Алмерија и Бредене Коксејде класик, док је по једном освојио Брисел сајклинг класик, Лондон—Сари класик, Ешборн—Франкфурт и класификацију по поенима на Ђиро д’Италији, гдје је остварио три етапне побједе, док је на Вуелта а Еспањи остварио двије етапне побједе. На Европском првенству, освојио је двије бронзане медаље у друмској трци.

## Каријера
Рођен је у Канделу, гдје је возио за локалне јуниорске клубове, прије него што је 2013. прешао у Рад—нет роуз тим гдје је провео четири године. У августу 2016. године, објављено је да ће прећи у тим Бора—ханзгро за 2017. сезону. Године 2018. освојио је Брисел сајклинг класик, Лондон—Сари класик, Гран при де Фурми, првенство Њемачке у друмској вожњи, двије етапе на Тур де Полоње трци, као и по једну етапу на Критеријуму ди Дофине, Тур де Романди и Тур оф Гуангси тркама, док је завршио на другом мјесту на Шелдепрајсу и Дридагсе Бриж—Де Пан трци. Године 2019. освојио је Ешборн—Франкфурт, класик де Алмерија, Бредене Коксејде класик и Гран при де Фурми по други пут, након чега је у мају возио своју прву гранд тур трку — Ђиро д’Италију, гдје је побиједио на другој и петој етапи и освојио је класификацију по поенима, поставши први њемачки возач у историји који је освојио класификацију. У јуну је остварио етапну побједу на Тур оф Словенија трци, након чега је остварио двије етапне побједе на Тур де Полоње трци, једну на Дојчланд Туру, а з финишу сезоне је остварио двије етапне побједе и освојио је класификацију по поенима на Тур оф Гуангси трци.
Године 2020. остварио је двије етапне побједе на Сибиу Туру и једну на УАЕ туру, након чега је остварио двије етапне побједе и освојио класификацију по поенима на Тирено—Адријатику. У финишу сезоне, освојио је бронзану медаљу на Европском првенству у друмској вожњи, а затим је по први пут возио Вуелта а Еспању, гдје је побиједио на деветој и 18. етапи. Године 2021. освојио је класификацију по поенима уз двије етапне побједе на Сибиу Туру, након чега је освојио класификацију по поенима уз три етапне побједе на трци Сетимана чиклистика италијана. Дојчланд Тур је завршио на другом мјесту, уз једну етапну побједу и освојену класификацију по поенима, док је Гран при де Фурми завршио на другом мјесту, а Шелдепрајс на шестом.
Године 2022. послије пет година напустио је тим Бора—ханзгро и прешао је у УАЕ тим емирејтс. Прве године у тиму остварио је етапну побједу на Тур де Полоње трци и освојио је Бредене Коксејде класик. Године 2023. остварио је етапну побједу на Ђиро д’Италији, трећу у каријери и прву послије четири године.
Године 2025. освојио је прво издање Данкерк класика, гдје је побиједио у спринту испред Бинијама Гирмаја, што му је била прва побједа послије 2023.